# Kitörés az érintkezésben
A kitörés a társas interakciók (érintkezések) érdekes és fontos kiegészítője. Erving Goffman azt az esetet nevezi így, amikor az egyén engedi, hogy túláradó érzelmei elhatalmasodjanak a modora felett.

## Előfordulása
Tipikus esete, mikor például valaki már nem tud tovább komoly arccal ülni és hirtelen nevetésben tör ki. De ilyen még a dühroham, a sírás, a türelmetlenség, a feltűnő unatkozás is. Ezekben az esetekben a résztvevő nem törődik az interakció szabályival, kimarad a játékból.
Az emberek eltérőek a tekintetben, hogy ki mennyire tudja magában tartani a feszültséget.
Nagy lelki terhelés alatt sajátos munkát végző csoportok tagjaiban kifejlődik az a képesség, hogy „elviseljenek” olyan eseményeket, melyek nyomán kevésbé tapasztalt emberek már kitörnének. A szerző a sebészeket hozza példaként: „ha műtét közben véletlenül elvágnak egy kis verőeret és vér fröccsen az egyik asszisztens arcába, méghozzá szép körívet írva le, a figyelem valójában nem terelődhet el az éppen folyó munkáról, eltekintve a vérző ér elkötésétől” (Goffman, 1977, 206)

## Bekövetkezés valószínűsége
A kitörés bekövetkezésének valószínűsége gyakran a feszültség szintjével egyenesen arányos, azonban e kérdés tekintetében sokkal nagyobb jelentősége van bizonyos fontos társadalmi determinánsoknak, melyek megszabják, hogy mekkora feszültségnek vagyunk képesek ellenállni mielőtt kitörünk. Például, ha nagy szervezetek illetve magasállású személyek hírneve forog kockán, sok esetben egyéb lehetséges következmények miatt nem szabad nyíltan bevallani, hogy az ügyek a látszat ellenére nagyon rosszul állnak, ezért az ilyen helyzetben levő emberek makacsul hosszú évekig is együtt élhetnek egy ilyen nagy feszültséggel. Jó példa még erre a tanácsadók esete, hiszen, ha valaki egy másik személy tanácsadója, úgymond nem engedheti meg magának a kitörést, hisz neki támaszt és biztonságot kell nyújtania munkaadója számára.

## Következmények
A kitörésnek mindemellett minden esetben következményei vannak. Mikor valaki kitör, mintegy ettől megfertőzve a többi résztvevő is kitörhet. Másik esetben figyelmen kívül hagyhatja azt, és van egy harmadik lehetséges következmény is, mikor a résztvevők nyíltan megváltoztathatják a szabályokat, a szabálysértő helyzete alapján újra meghatározva a helyzetet, de a szabálysértőt magát most nem résztvevőként, hanem pusztán a figyelem középpontjaként kezelik. 
A kitörésnek ugyanakkor vannak enyhe megnyilvánulási forrásai is. Ilyen az elpirulás, amely esetében az egyén készségesen visszahúzódik, a többiek pedig feltehetőleg azzal kárpótolják, hogy csak rövid ideig „zárják ki” az érintkezésből.